# Tricholepis emmae
Tricholepis emmae är en skalbaggsart som beskrevs av Dewailly 1950. Tricholepis emmae ingår i släktet Tricholepis och familjen Melolonthidae. Inga underarter finns listade i Catalogue of Life.